# L'identità
L'identità è un romanzo dello scrittore di origine ceca Milan Kundera, pubblicato per la prima volta nel 1997. 

## Trama
Protagonisti del romanzo sono Chantal e Jean-Marc. Convivono da tempo dopo essersi innamorati a prima vista. Lui è più giovane e con un lavoro precario, lei è di poco più anziana, ha un buon lavoro in una agenzia pubblicitaria e guadagna mantenendo entrambi. Si sono conosciuti dopo che lei, in seguito alla morte di suo figlio di soli quattro anni, aveva deciso di lasciare il marito e di rompere con la famiglia di lui. Da sempre lei ha avuto fantasie sessuali ma che è riuscita a tenere sotto controllo.
Il lettore è guidato nel romanzo da una voce narrante che alterna il punto di vista, anche temporale, dei due personaggi. 
La storia inizia con Chantal che passeggia per una cittadina della Normandia. Girovagando, aspettando l'arrivo di Jean-Marc, improvvisamente si accorge, con un certo stupore, che gli uomini non si girano più a guardarla, certamente a causa della sua età, e fantastica di provocarli e sedurli con proposte oscene.
Nel frattempo Jean-Marc è andato a cercarla, la vede da lontano ma quando si avvicina si accorge di averla scambiata per un'altra. Questo scambio di identità lo turba; come è possibile che non sia capace di riconoscere la figura dell'essere che ama più di ogni altro?  La sera stessa, Chantal confida a Jean-Marc la constatazione che essendo invecchiata non è più guardata dagli uomini.
Dopo un po' di tempo Chantal riceve per posta un biglietto di un ammiratore segreto, in cui oltre a lodare la sua bellezza le rivela di seguirla, di spiarla. Dapprima è infastidita ma poi ne è lusingata e inizia una lenta trasformazione. Di queste missive non ne parla con Jean-Marc e le nasconde tra la biancheria intima. Arriva una seconda lettera e Chantal cerca di capire chi può essere il segreto ammiratore che si firma CDB e la sua curiosità cade sui diversi personaggi che vivono nel quartiere.
Una missiva e alcuni spostamenti nella posizione della biancheria però la insospettiscono e Chantal intuisce che lo sconosciuto ammiratore altri non è che Jean-Marc.
Entrambi si pongono domande sul perché dei comportamenti o delle omissioni dell'altro. Qual è la vera identità del compagno con cui convivono? Entrambi si danno risposte sbagliate sulle reali motivazioni che stanno alla base di tutta la vicenda, fraintendimenti che li portano a gesti distruttivi e apparentemente irreversibili. Dopo un'irruente partenza per Londra ed un inseguimento nella capitale londinese, i due si incontrano nuovamente e la vicenda si risolve in un'emersione onirica dove non viene chiarito l'esordio del sogno. Una promessa, quella di uno sguardo eterno e luminoso chiude il romanzo nella indecidibilità della frontiera di realtà ed irrealtà.

## Temi
Il romanzo sviluppa secondo infinite sfaccettature il tema inaugurato dal titolo: l'identità. L'incontro iniziale sulla spiaggia e il misconoscimento dell'amata conduce Jean-Marc ad interrogarsi sull'effettualità dell'oggetto d'amore, ciò che conferisce senso all'intera esistenza e può essere confuso banalmente con un'anonima silhouette. 
La professione di Chantal, nell'imporle l'indossamento di una maschera formale e professionale, costituisce in lei un'identica alterità: il soggetto è il medesimo (Chantal) ma essa, in ogni circostanza di dialogo, parla dell'altra sé come se si trattasse di un'altra persona. L'identico, dunque, si rivela come una costituzione del dissimile, dei diversi. 
Anche la morte del figlio di Chantal, avvenuta in chiusura di un suo matrimonio precedente, è un macabro lutto nella sua esistenza. Lei continua a rendergli omaggio con una certa saltuarietà, ma ricorda con vergogna che non ne aveva sofferto la morte perché era il prezzo della libertà. La libertà che fonda, dunque, il tratto più valorizzante e più difeso della sua nuova identità si fonda in realtà su un vergognoso compromesso, su un baratto di una vita con un'astrazione arricchente.
L'evento che maggiormente mina l'integrità identitaria è certamente l'irruzione epistolare di CDB (acronimo di Cyrano de Bergerac), in realtà una trovata del compagno Jean-Marc. La creazione di un personaggio inesistente finisce con lo scindere anche la persona di Jean-Marc, che è compagno ed amante, fedele e traditore. L'irruzione della figura fittizia spinge Chantal ad una riconsiderazione del proprio ruolo di donna e dell'invecchiamento: ella fantastica di poter essere ancora la rosa di un tempo viaggiante sul mondo, ma per riconoscersi tale ha bisogno della garanzia degli uomini. Il tradimento, dunque, anche solo fantastico, è la linfa essenziale alla conservazione dell'identità nel rapporto col compagno.
La conclusione onirica del romanzo, conseguente ad una ricongiunzione frenetica, sancisce quello che sembra essere il tema più ricorrentemente proposto nel corso dello svolgimento: entrambi, nella deriva della propria singolarità, ritrovano nell'altro e nella relazione il collante dell'identità che sembrano maggiormente desiderare, pure nell'aleatorietà e nella facile minaccia. Il romanzo, infatti, si conclude con la promessa di fissarsi per l'eternità negli occhi (Chantal rifiuta l'atto, un bacio) ed alla fioca luce della lampada. La luce è debole, ma la promessa è impegnativa: riconoscere se stessi per mezzo dell'altro fino a far coincidere questa fusione con l'esistenza stessa.

## Edizioni
- Milan Kundera, L'identità, traduzione di Ena Marchi, collana gli Adelphi, Adelphi, 2003,  p. 176, ISBN 88-459-1664-2.